# Calci bromide
Calci bromide là tên của các hợp chất có công thức hóa học CaBr2(H2O)x. Các hợp chất riêng biệt bao gồm chất khan (x = 0), hexahydrat (x = 6), và đihydrat hiếm (x = 2). Tất cả đều là bột trắng hòa tan trong nước, và từ những dung dịch này sẽ kết tinh thành dạng hexahydrat. Hình thức hydrat hóa chủ yếu có mặt trong một số dung dịch khoan.

## Tổng hợp, cấu trúc và phản ứng
Nó được tạo ra bởi phản ứng của calci oxide, calci cacbonat với acid bromhydric hoặc phản ứng của kim loại calci với brom nguyên chất.
Nó có cấu trúc tương tự khoáng vật rutil, bao gồm các trung tâm Ca bát diện gồm sáu anion bromide, cũng nối với các trung tâm Ca khác.
Khi được nung nóng mạnh trong không khí, calci bromide sẽ phản ứng với oxy để tạo ra calci oxide và brom:
2CaBr2 + O2 → 2CaO + 2Br2
Trong phản ứng này, oxy oxy hóa muối bromide thành brom nguyên chất.